# Катраник (Фалештський район)
Катраник (рум. Catranîc) — село у Фалештському районі Молдови. Утворює окрему комуну.

## Населення
За даними перепису населення 2004 року у селі проживали 1397 осіб.
Національний склад населення села:
| Національність       | Кількість осіб | Відсоток   |
| -------------------- | -------------- | ---------- |
| молдавани румуни     | 1367 13        | 97,9% 0,9% |
| українці             | 9              | 0,6%       |
| росіяни              | 5              | 0,4%       |
| гагаузи              | 1              | 0,1%       |
| інша / без відповіді | 2              | 0,1%       |
| Всього               | 1397           | 100%       |